# 31e régiment de chasseurs à cheval
le 31e régiment de chasseurs à cheval est une unité de cavalerie l’armée française actuellement dissoute.

## Création et différentes dénominations
- 1809 : 1er et 2e régiment provisoire de Chasseurs composés par les 4e escadrons des 5e régiment de hussards, 11e, 12e et 24e régiments de chasseurs à cheval.
- 7 septembre 1811 : Formé en Espagne, à Peneranda, à partir du 1er et 2e régiment provisoire de cavalerie légère et des détachements provenant des 3e, 14e, 15e, 19e, 23e et 24e chasseurs. Devient le 31e chasseurs, en vertu du décret du 22 août 1810.
- Mai 1814 : Dissous.

## Chefs de corps
- 1811 : colonel Louis-Alexis Desmichels
- 1813 : colonel Jérôme Frin de Cormere
- 1814 : colonel Chevalier
- Colonels tués ou blessés à la tête du 31e :

Colonel Frin de Cormere : mort de ses blessures, à Gross-Beeren, le 23 août 1813.
Colonel Chevalier : tué le 8 janvier 1814 à Goito.
- Officiers tués et blessés durant leur service au 31e régiment de chasseurs à cheval entre 1811 et 1814 :

Officiers tués : 3
Officiers morts de leurs blessures : 2
Officiers blessés : 35

## Historique des garnisons, campagnes et batailles

### Guerres napoléoniennes(1803-1815)
- 1811: Espagne
  - Bataille de Fuentes de Oñoro
  - Peneranda
  - Salamanque
- 1812 : Espagne
  - Bataille des Arapiles
  - Bataille de Villodrigo
- 1813 : Campagne d'Allemagne
  - Bataille de Wurschen
  - Bataille de Gross Beeren
  - 16-19 octobre : Bataille de Leipzig
- 1814 : Italie du Nord
  - Bataille de Goito
  - Bataille du Mincio
  - Monzambano,
  - Défense de Magdebourg

## Étendard
Ce régiment n'a reçu ni aigle, ni étendard.

## Traditions et uniformes
L'uniforme consistait en une veste verte à la polonaise, collet, parements et passepoils chamois, pantalon rouge à bande chamois.
Ceinture rouge pour la compagnie d'élite, verte et chamois pour les lanciers et chamois pour les compagnies du centre.
Pour arme le sabre demi-courbe, la carabine et deux pistolets, pour l'escadron de lanciers la lance.

## Personnages célèbres ayant servi au31erégimentde chasseurs à cheval
Hyppolyte d'Espinchal, auteur de célèbres mémoires y est nommé major fin octobre 1813